# SuS 08 Krefeld
SuS 08 Krefeld (offiziell: Verein für Spiel und Sport 08 Krefeld e.V.) ist ein Sportverein aus Krefeld. Die erste Fußballmannschaft spielte ein Jahr in der höchsten niederrheinischen Amateurliga.

## Geschichte
Der Verein wurde im Jahre 1908 als Crefelder Spielverein gegründet. Vier Jahre später fusionierte dieser mit dem Fischelner Spielverein zu Spiel und Sport 08 Crefeld. 1919 schloss sich der VfR Crefeld dem Club an, der 1925 die Schreibweise des Ortsnamens in Krefeld änderte. Von 1941 bis 1945 bildete Spiel und Sport gemeinsam mit den Krefelder Sportfreunden die Kriegsspielgemeinschaft KSG Sportfreunde/Spiel und Sport Krefeld. Im Jahre 1946 fusionierten beide Vereine zum Verein der Sportfreunde 08 Krefeld, ehe 1952 der heutige Namen angenommen wurde.
In den frühen 1930er Jahren spielte der Verein kurzzeitig in der zweithöchsten Spielklasse. 1946 qualifizierten sich die Krefelder für die seinerzeit erstklassige Bezirksliga Linker Niederrhein, aus der die Mannschaft als Tabellenletzter abstieg. 1950 ging es hinunter in die Kreisklasse. Erst neun Jahre später gelang den Krefeldern der Wiederaufstieg in die Bezirksklasse, bevor die Mannschaft im Jahre 1961 den Aufstieg in die Landesliga Niederrhein schaffte. Dort wurde SuS 1965 Fünfter und ein Jahr später sogar Vierter. Als abgeschlagener Tabellenletzter ging es aber schon 1967 wieder runter in die Bezirksklasse.
Nach vielen Jahren in unteren Spielklassen gelang den Krefeldern im Jahre 1993 der erneute Aufstieg in die niederrheinische Landesliga. Schon nach zwei Jahren folgte der Abstieg in die Bezirksliga, bevor SuS 08 bis in die Kreisliga B abstürzte. Im Jahre 2006 gelang die Rückkehr in die Kreisliga A, bevor die Krefelder vier Jahre später in die Bezirksliga zurückkehrten und auf Anhieb Vizemeister hinter VSF Amern wurden. Doch schon im Jahre 2013 stieg SuS 08 wieder aus der Bezirksliga ab und wurde in der folgenden Saison in die Kreisliga B durchgereicht. Dem Verein gelang es, sich als klassentiefster Verein für die erste Runde des Niederrheinpokals 2018/19 zu qualifizieren. Dortiger Gegner war der Oberligist SSVg Velbert, der sich mit 15:0 durchsetzen konnte.

## Persönlichkeiten
- Nicole Anyomi
- Alida Dzaltur
- Oliver Grein
- Dietmar Linders